# Кляйн-Вінтернгайм
Кляйн-Вінтернгайм (нім. Klein-Winternheim) — громада в Німеччині, розташована в землі Рейнланд-Пфальц. Входить до складу району Майнц-Бінген. Складова частина об'єднання громад Нідер-Ольм.
Площа — 5,51 км2. Населення становить 3624 ос. (станом на 31 грудня 2020).

## Галерея

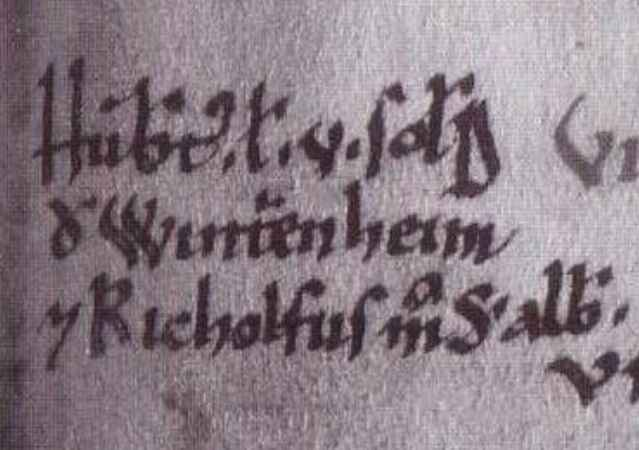
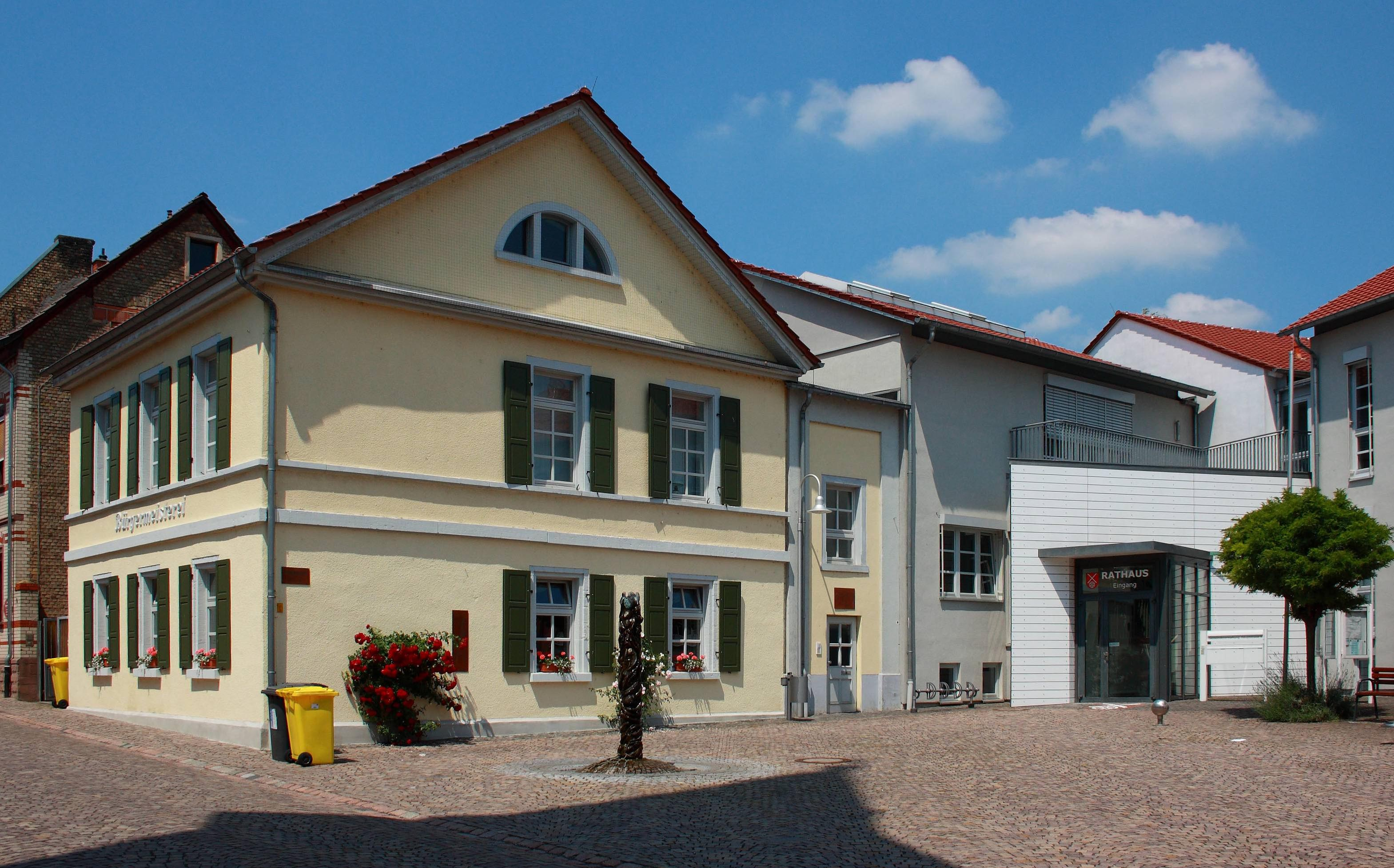
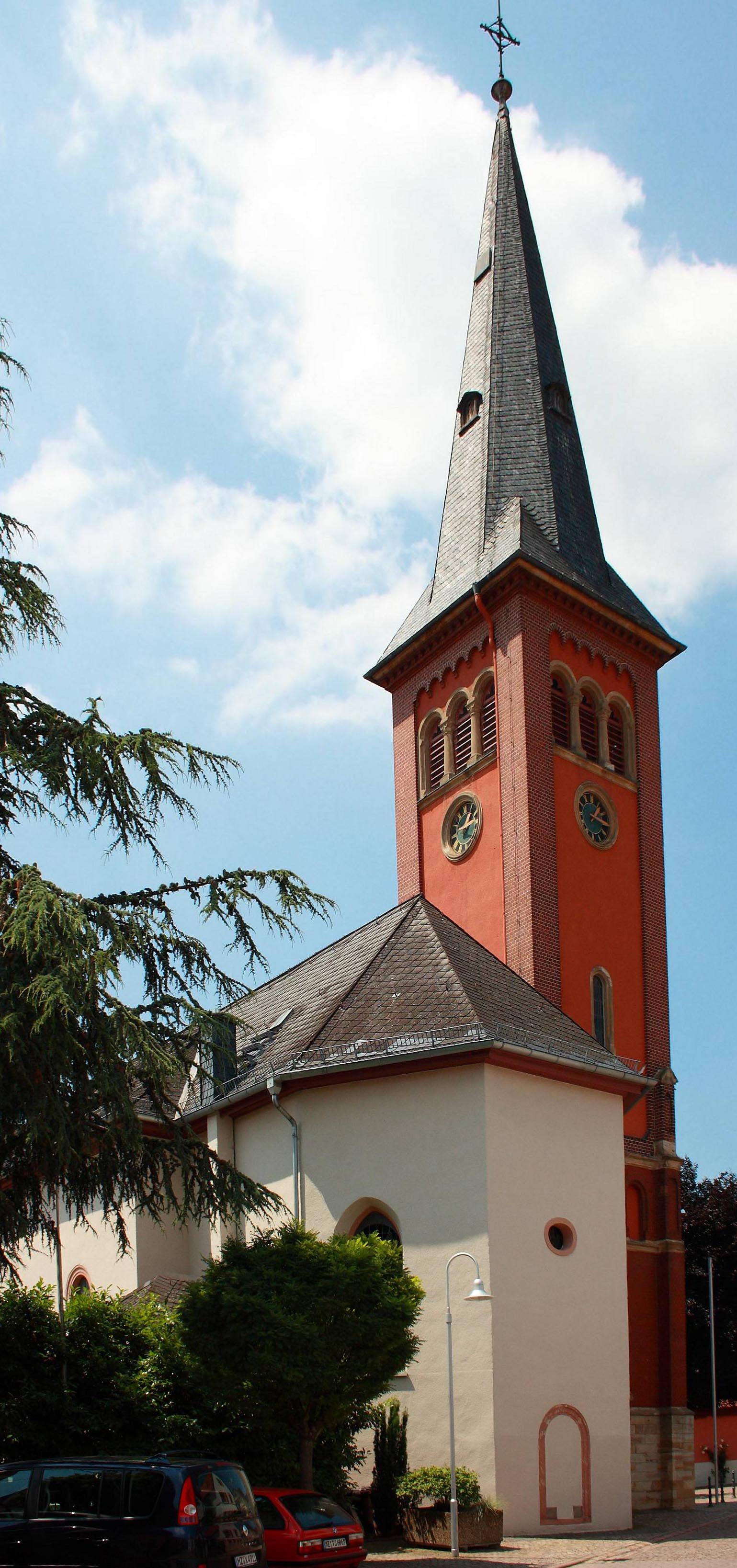